# Lipton Championships 1994
Lipton Championships 1994 — тенісний турнір, що проходив на відкритих кортах з твердим покриттям. Це був 10-й турнір Мастерс Маямі. Належав до турнірів серії Super 9 в рамках Туру ATP 1994, а також серії Tier I в рамках Туру WTA 1994. Відбувся в Tennis Center at Crandon Park у Кі-Біскейні (США) з 11 до 21 березня 1994 року.

## Переможниці та фіналістки

### Одиночний розряд, чоловіки
Піт Сампрас —  Андре Агассі 5–7, 6–3, 6–3
- Для Сампраса це був 4-й титул за сезон і 26-й - за кар'єру.

### Одиночний розряд, жінки
Штеффі Граф —  Наташа Звєрєва 4–6, 6–1, 6–2
- Для Граф це був 5-й титул за сезон і 95-й — за кар'єру.

### Парний розряд, чоловіки
Якко Елтінг /  Паул Гаргейс —  Марк Ноулз /  Джаред Палмер 7–6, 7–6
- Для Елтінга це був 3-й титул за сезон і 17-й - за кар'єру. Для Гаргейса це був 3-й титул за сезон і 16-й - за кар'єру.

### Парний розряд, жінки
Джиджі Фернандес /  Наташа Звєрєва —  Патті Фендік /  Мередіт Макґрат 6–3, 6–1
- Для Фернандес це був 3-й титул за сезон і 47-й — за кар'єру. Для Звєрєвої це був 4-й титул за сезон і 47-й — за кар'єру.